# Myomyscus
Myomyscus is een geslacht van knaagdieren uit de muizen en ratten van de Oude Wereld dat voorkomt in Afrika ten zuiden van de Sahara. Ze leven in allerlei habitats, waaronder struikgebieden, bosranden, graslanden, rotsgebieden en rivierovers. Ze lijken op Mastomys-soorten, met een korte, zachte vacht. De kop-romplengte bedraagt 75 tot 105 mm, de staartlengte 95 tot 150 mm en het gewicht 24 tot 35 gram. Ze zijn alleseters; ze zoeken 's nachts op de grond naar voedsel.

## Taxonomie
Taxonomisch is Myomyscus een zeer onzeker geslacht. Meestal wordt het Myomys genoemd, maar de typesoort van Myomys Thomas, 1906, Epimys colonus Brants, 1827, blijkt een Mastomys (mogelijk M. coucha) te zijn. Daarom is Myomys een synoniem van Mastomys, zodat voor het oude geslacht Myomys de naam Myomyscus moet worden gebruikt. In oudere taxonomische indelingen werd Myomys(cus) vaak als een ondergeslacht van Rattus opgenomen. Sommige onderzoekers hebben aangegeven dat Myomyscus nauw verwant is aan of hetzelfde is als Mastomys of Praomys.
Niet alleen de naam, maar ook de afgrenzingen van dit geslacht zijn onduidelijk. De Ethiopische soorten M. albipes en M. ruppi worden nu in Stenocephalemys geplaatst, en M. daltoni en M. derooi zijn nu soorten van Praomys. M. angolensis is weer naar Mastomys verplaatst en M. brockmani en M. yemeni zijn naar het geslacht Ochromyscus verplaatst.
Zelfs met al deze veranderingen is Myomyscus waarschijnlijk nog geen natuurlijke groep. M. brockmani is waarschijnlijk ook verwant aan Stenocephalemys en M. yemeni is ofwel verwant aan Praomys verschureni, ofwel aan Stenocephalemys, terwijl M. verreauxii met een Zelotomys-Colomys-groep clustert. De verwantschappen van M. angolensis zijn nog onduidelijk.

## Soorten
Er is één soort:
- Myomyscus verreauxii (West-Kaap in Zuid-Afrika)

Abditomys · 
Abeomelomys · 
Aethomys · 
Anisomys · 
Anonymomys · 
Apodemus · 
Apomys · 
Archboldomys · 
Arvicanthis · 
Baiyankamys · 
Baletemys · 
Bandicota · 
Batomys · 
Berylmys · 
Brassomys · 
Bullimus · 
Bunomys · 
Canariomys · 
Carpomys · 
Chingawaemys · 
Chiromyscus · 
Chiropodomys · 
Chiruromys · 
Chrotomys · 
Coccymys · 
Colomys · 
Congomys · 
Conilurus · 
Coryphomys · 
Crateromys · 
Cremnomys · 
Crossomys · 
Crunomys · 
Dacnomys · 
Dasymys · 
Dephomys · 
Desmomys · 
Diomys · 
Diplothrix · 
Echiothrix · 
Eropeplus · 
Frateromys · 
Golunda · 
Gracilimus · 
Grammomys · 
Hadromys · 
Haeromys · 
Halmaheramys · 
Hapalomys · 
Heimyscus · 
Hybomys · 
Hydromys · 
Hylomyscus · 
Hyomys · 
Hyorhinomys · 
Kadarsanomys · 
Komodomys · 
Lamottemys · 
Leggadina · 
Lemniscomys · 
Lenomys · 
Lenothrix · 
Leopoldamys · 
Leporillus · 
Leptomys · 
Limnomys · 
Lorentzimys · 
Macruromys · 
Madromys ·
Malacomys · 
Mallomys · 
Malpaisomys · 
Mammelomys · 
Margaretamys · 
Mastacomys · 
Mastomys · 
Maxomys · 
Melasmothrix · 
Melomys · 
Mesembriomys ·
Micaelamys · 
Microhydromys · 
Micromys · 
Millardia · 
Mirzamys · 
Montemys · 
Mus · 
Musseromys · 
Mylomys · 
Myomyscus · 
Nesokia · 
Nilopegamys · 
Niviventer · 
Notomys · 
Ochromyscus · 
Oenomys ·
Otomys · 
Palawanomys · 
Papagomys · 
Parahydromys · 
Paraleptomys · 
Paramelomys · 
Parotomys · 
Paucidentomys · 
Paulamys · 
Pelomys · 
Phloeomys · 
Pithecheir · 
Pithecheirops · 
Pogonomelomys · 
Pogonomys · 
Praomys · 
Protochromys · 
Pseudohydromys · 
Pseudomys · 
Rattus · 
Rhabdomys · 
Rhynchomys · 
Saxatilomys ·
Serengetimys ·
Solomys · 
Sommeromys · 
Soricomys · 
Spelaeomys · 
Srilankamys · 
Stenocephalemys · 
Stochomys · 
Sundamys · 
Taeromys · 
Tarsomys · 
Tateomys · 
Thallomys · 
Thamnomys · 
Tokudaia · 
Tonkinomys ·
Tryphomys · 
Typomys · 
Uromys · 
Vandeleuria · 
Vernaya · 
Xenuromys · 
Xeromys · 
Zelotomys · 
Zyzomys